# Amphidelus dudichi
Amphidelus dudichi is een rondwormensoort uit de familie van de Alaimidae. De wetenschappelijke naam van de soort is voor het eerst geldig gepubliceerd in 1957 door Andrássy.